# Антонов, Вадим Валентинович
Вади́м Валенти́нович Анто́нов (род. 25 августа 1960, Чебоксары, Чувашская АССР, РСФСР, СССР) — советский и российский деятель органов государственной безопасности и внутренних дел. Министр внутренних дел по Чувашской Республике с августа 1997 по 14 апреля 2011. Начальник Главного управления Министерства внутренних дел России по Красноярскому краю с 14 апреля 2011 по 26 августа 2016. Кандидат юридических наук (2003). Генерал-лейтенант полиции (2012).

## Биография
Родился 25 августа 1960 в Чебоксарах.
В 1983 окончил машиностроительный факультет Чувашского государственного университета имени И. Н. Ульянова по специальности «инженер-конструктор». C отличием окончил Высшую школу КГБ СССР в 1986 и Академию управления МВД России в 2000 по специальности «юриспруденция».
Работал слесарем литейно-механического завода и инженером-конструктором на Чебоксарском ПО «Электроприбор».
С 1984 по 1995 занимал различные офицерские должности в органах КГБ СССР и ФСБ России.
В 1995 назначен первым заместителем министра внутренних дел по Чувашской Республике — начальником службы милиции общественной безопасности, а затем — службы криминальной милиции.
С января по март 1996 находился в зоне боевых действий на территории Чеченской республики.
В августе 1997 назначен министром внутренних дел по Чувашской Республике, некоторое время совмещал этот пост с должностью заместителя председателя правительства. За свою карьеру в органах внутренних дел Вадим Антонов 18 раз лично задерживал преступников, из них четыре раза, будучи в должности министра. Также ему доводилось привлекать к уголовной ответственности руководителей разного уровня, вплоть до членов регионального правительства.
14 апреля 2011 указом президента России Антонову присвоено звание генерал-майора полиции с назначением начальником Главного управления Министерства внутренних дел России по Красноярскому краю. Есть мнение, что большую роль в переезде Антонова в Красноярск сыграл конфликт с руководством Чувашии. Как заявил сам Вадим Антонов 4 мая 2011, на встрече с красноярскими журналистами — ещё в 2004 ему намекали на то, что он может занять должность начальника ГУВД по Красноярскому краю.
14 июня 2012 присвоено звание генерал-лейтенанта полиции.
26 августа 2016 указом Президента России уволен с поста начальника ГУ МВД по Красноярскому краю.

## Семья
Вадим Антонов женат, по данным на 2011 год известно, что его жена Юлия являлась проректором одного из Чебоксарских вузов.
Сын — Алексей Вадимович Антонов, генеральный директор ООО Специализированный застройщик «Ипотечная корпорация Чувашской Республики» и АО Специализированный застройщик «Ипотечная корпорация Чувашской Республики», арестован 30 марта 2024 года по обвинению в посредничестве в передаче взятки в особо крупном размере.

## Доходы
В мае 2012 Антонов задекларировал за 2011 год доход в 1,66 млн рублей, а супруга Антонова — почти 10,7 млн руб. Согласно поданной декларации, в собственности В. В. Антонов владеет земельным участком (604 кв. м.), жилым домом (96,1 кв. м.), ½ доли квартиры (77,5 м²) и гаражом. В собственности транспортных средств нет. У жены Вадима Антонова также автомобилей нет, однако есть квартира (117,3 м²) и полквартиры (77,5 кв. м.).
В 2013 задекларировал доход в сумме 2,77 млн рублей., его супруга зарабатывала такую же сумму.
В мае 2015 задекларировал за 2014 доход в сумме 2,9 млн рублей., его супруга — 1,78 млн рублей. В его собственности находится земельный участок, жилой дом, 1/2 доли квартиры, гараж, в пользовании — квартира. Супруга владеет гаражом, квартирой площадью 117,3 м², ещё одна квартира находится в совместной собственности с Вадимом Антоновым. Транспортных средств в автопарке нет.

## Награды

### Государственные награды Российской Федерации
- Медаль ордена «За заслуги перед Отечеством» II степени
- Медаль Жукова
- Медаль «За отличие в воинской службе» I степени

### Награды СССР
- Медаль «70 лет Вооружённых Сил СССР»

### Ведомственные награды
МВД России
- Медаль «За доблесть в службе»
- Медаль «За боевое содружество»
- Медаль «За отличие в службе» I степени
- Медаль «За отличие в службе» II степени
- Медаль «За безупречную службу» III степени
- Медаль «200 лет МВД России»
- Нагрудный знак «Почётный сотрудник МВД»
- Нагрудный знак «Участник боевых действий» (МВД России)
- Почётная грамота МВД России

Другие ведомства
- Медаль «За заслуги в проведении Всероссийской переписи населения»
- Медаль «За укрепление уголовно-исполнительной системы» II степени
- Медаль «В память 200-летия Минюста России»
- Медаль «В память 125-летия уголовно-исполнительной системы России»
- Медаль «За усердие» I степени
- Медаль «За содружество во имя спасения» (МЧС России)

### Общественная награды
- Медаль «100 лет профсоюзам России»

### Региональные награды
- Орден «За заслуги перед Чувашской Республикой»
- Заслуженный юрист Чувашской Республики (2001)
- Почётный работник УВД Красноярского края (29 августа 2016)
- Памятная медаль «100-летие образования Чувашской автономной области» (2020)